# Cabassous centralis
Cabassous centralis là một loài động vật có vú trong họ Dasypodidae, bộ Cingulata. Loài này được Miller mô tả năm 1899.